# Луганський тролейбус
{{Тролейбусна мережа
| назва                     = Луганський тролейбус
| зображення                = Trolleybuses in Luhansk, Ukraine.jpg
| зображення розмір         = 350
| підпис                    = Тролейбуси Богдан Т601 на кільці біля зупинки «Автовокзал»
| країна                    =  Україна
| місто =  Луганськ
| дата відкриття = 25 січня 1962
| дата закриття = 19 липня 2022
| кіл-ть маршрутів = 1 ([[до 18 липня 2022]])
| довжина конт. мережі = 84 км (на 2014)
| довжина маршрутів =
| кіл-ть трол. депо = 1
| кіл-ть тролейбусів = 33 (у тому числі 1 службовий) (на 1 травня 2017)
| типи = ЗіУ-682Г-016.02, Дніпро-Е187, ЮМЗ-Т1Р (Т2П), Богдан Т601.11, Богдан Т601.12, Škoda 14Tr (пасажирські); Škoda 9Tr20 (1 службовий)
| вартість проїзду =
| експлуатуюча організація = «Луганськелектротранс»
| сайт =
}}
Луга́нський троле́йбус — закрита тролейбусна мережа України в обласному центрі місті Луганську, був одним з двох видів громадського електротранспорту міста. 
Довжина тролейбусних ліній станом на 2014 рік становила 84 км. Станом на липень 2022 року залишався існуючим лише тролейбусний маршрут № 58. З 19 липня 2022 року російськими окупантами тролейбусний рух в місті Луганськ остаточно закритий. Таким чином, Луганськ став першим обласним центром в Україні, що залишився без електротранспорту, крім Ужгорода, де його ніколи не було.

## Історія
Проєкт запуску тролейбуса у Луганську обговорювався у 1945, 1950 та 1961 роках.
Обкатка першої лінії луганського тролейбуса відбулася 16 січня 1962 року, а вже 25 січня 1962 року розпочався регулярний тролейбусний рух у місті. Тролейбусний парк того часу налічував три тролейбуси, що курсували за маршрутом «Палац спорту — Мікрорайон» (нині — квартал Шевченка), завдовжки 11 км.
20 листопада 1962 року маршрут № 1 було подовжено від Палацу спорту до вулиці Чапаєва, довжина лінії збільшилась до 12,3 км.
У листопаді 1963 року Київський завод електротранспорту імені Ф. Дзержинського поставив до Луганська 7 машин типу Київ-4.
10 січня 1964 року тролейбусну лінію було подовжено на 3 км та відкрито маршрут № 2 сполученням вулиця Чапаєва — Містечко заводу Жовтневої революції (ЗЖР). 29 грудня лінію було подовжено до кварталу Молодіжного на 5,2 км.
У 1964 році відбулася зміна нумерації маршрутів за чеським або польським прикладом: маршрут № 1 став маршрутом № 51, маршрут № 2 — маршрутом № 52. Впродовж 1964—1965 років планувалось провести тролейбусні лінії від вулиці Радянської по 23-й лінії до Заводу імені Жовтневої революції (проєкт так і не був нереалізований) та подовжити існуючу лінію до Сільгоспінституту та шахти «Ворошиловградська № 1» (подовжено у 1983 році).
У 1965 році тролейбусну лінію подовжено від вулиці Чапаєва до кварталу Гайового, відкритий нерегулярний маршрут № 51А «„Палац спорту“ — Автовокзал», який проіснував нетривалий час.
1 квітня 1966 року відкрито маршрут № 53 сполученням «Будинок оборони (Автовокзал) — Квартал Молодіжний». 20 травня 1966 року лінію маршрутів № 52 та № 53 було подовжено на 5,2 км від кварталу Молодіжний через Ворошиловградський машинобудівний інститут до кварталу Гагаріна.
Станом на 1969 рік в луганському тролейбусному парку налічувалось вже понад 100 одиниць рухомого складу. У 1970 році луганський тролейбусний парк поповнився кількома тролейбусами чеського виробництва «Škoda».
У 1983 році тролейбус відкритий тролейбусний маршрут № 57, який спооучив Луганськ з селищем міського типу Ювілейним.
У 1984 році місто отримало перші тролейбуси Škoda 14Tr.
У 1988 році введена в експлуатацію лінія від кварталу Гайового до кварталу Південного, у зв'язку з чим, маршрут № 51 було подовжено до нової кінцевої зупинки.
Станом на 1990 рік у місті працювали приблизно 120 тролейбусів моделей Škoda 9Tr та Škoda 14Tr. Мережа складалась з 7 тролейбусних маршрутів:
| Тролейбусні маршрути станом на 1990 рік | Тролейбусні маршрути станом на 1990 рік | Тролейбусні маршрути станом на 1990 рік |
| №                                       | Початковий пункт                        | Кінцевий пункт                          |
| --------------------------------------- | --------------------------------------- | --------------------------------------- |
| 51                                      | Квартал Південний                       | Автовокзал                              |
| 52                                      | Квартал Гайового                        | Квартал 50-річчя Жовтня                 |
| 53                                      | Автовокзал                              | Квартал 50-річчя Жовтня                 |
| 54                                      | Квартал Гайового                        | Квартал Комарова                        |
| 55                                      | Автовокзал                              | Квартал Комарова                        |
| 56                                      | Палац спорту «Динамо»                   | Квартал 50-річчя Жовтня                 |
| 57                                      | Селище Ювілейне                         | Площа Героів ВОВ                        |

У 1993 році відбулося поповнення рухомого складу тролейбусів Луганська ЮМЗ Т1. Тролейбуси надходили невеликими партіями впродовж всього 1993 року. Загалом луганський тролейбусний парк поповнився 15 новими машинами. У 1993 році відкритий новий маршрут № 58 «Квартал Південний — Площа Героїв ВОВ», а маршрут № 51 було скорочено до кварталу Гайового. Також скорочено лінію маршруту № 52 «Завод імені Пархоменко — Квартал 50-річчя Жовтня».
У 1994 році, у зв'язку з аварією трамвая на вулиці 16-та лінія, що спричинила загибель 26 осіб, була запроваджена експертиза у трамвайному та тролейбусному депо. Замість технічного персоналу, який випустив на лінію несправну машину, покарання понесли саме трамваї і тролейбуси, які не змогли пройти експертизу на придатність. Тоді у тролейбусному депо було списано понад 60 тролейбусів Škoda 9Tr, закриті маршрути № 55 та 56.
На початку 2000-х років маршрут № 51 відновлено до кінцевої зупинки «Квартал Південний», а маршрут № 58 був скасований. У 2003 році закритий маршрут № 52, через з нестачу робочого рухомого складу. У 2004 році припинено випуск на лінію тролейбусів ЮМЗ Т1.
У 2006 році місто отримало три нових тролейбуса ЗіУ-682Г російською виробництва.
У 2007 році виведені з експлуатації тролейбуси Škoda 9Tr на міських маршрутах. Останній тролейбус був переобладнаний як «технічна допомога».
У 2008 році надійшли три нових тролейбуси Дніпро Т103, які були копією ЗіУ-682Г, але зібрані на Південному машинобудівному заводі. В цьому ж році списані останні тролейбуси ЮМЗ Т1, які не пройшли «скорочення». Всього з 15-ти ЮМЗ Т1 було скорочено лише 5.
У 2010 році розпочав роботу маршрут № 52 «Квартал 50-річчя Жовтня — Квартал Мирний». Тролейбусний парк поповнився 16 тролейбусами Богдан Т601.11 виробництва «Богдан».
Станом на 2012 рік на балансі КП «Луганськелектротранс» перебувало 40 пасажирських та 2 службових тролейбуси, обслуговалось 5 тролейбусних маршрутів.
25 січня 2012 року тролейбусному руху в Луганську виповнилося 50 років.
Впродовж 19—22 листопада 2013 року демонтовано невикористовуване тролейбусне кільце «Завод Пархоменка». Демонтаж проведений у зв'язку з будівництвом шляхопроводу по вулиці Радянській і подальшим розширенням автошляху.
23 листопада 2013 року у зміненому вигляді відновлений тролейбусний маршрут № 58 «Квартал Мирний — Центральний ринок» (скорочена версія маршруту № 52). На маршруті працювали 2 машини.
1 грудня 2013 року відновлено тролейбусний маршрут № 56 «Квартал 50-річчя Жовтня — Центральний ринок» (скорочена версія маршруту № 52). На маршруті працювали дві машини.
У квітні 2014 року, через барикади по вулиці Радянській напроти захопленого бойовиками Луганського СБУ, рух тролейбусів було розірвано між західними та східними частинами міста. Тролейбусні маршрути працювали за тимчасовими маршрутами:
| Тролейбусні маршрути станом на квітень 2014 року | Тролейбусні маршрути станом на квітень 2014 року | Тролейбусні маршрути станом на квітень 2014 року |
| №                                                | Початковий пункт                                 | Кінцевий пункт                                   |
| ------------------------------------------------ | ------------------------------------------------ | ------------------------------------------------ |
| 51А                                              | Центральний ринок                                | Квартал Південний                                |
| 52А                                              | Автовокзал                                       | Квартал 50-річчя Жовтня                          |
| 53                                               | Автовокзал                                       | Квартал 50-річчя Жовтня                          |
| 54А                                              | Автовокзал                                       | Квартал Комарова                                 |
| 57                                               | Центральний ринок                                | Експериметальна база                             |
| 58                                               | Центральний ринок                                | Квартал Мирний                                   |

Станом на липень 2014 року, у зв'язку з бойовими діями рух електротранспорту в місті було зупинено. Останніми, до закриття, працювали трамвайні маршрути № 1, 2, 3 та 7.
У липні 2014 року тролейбусна лінія до Експериментальної бази була пошкоджена в результаті бойових дій. На ділянці від кварталу Гайового до Аграрного університету, в районі школи № 32 та ринку смт Ювілейного контактна мережа демонтована.
Станом на серпень 2019 року на балансі КП «Луганськелектротранс» перебувало 13 тролейбусів в робочому стані.
Станом на 26 червня 2022 року повністю демонтовано контактну мережу трамвая, знято навіть хомути для кріплення поперечних розтяжок. Розпочато демонтаж контактної мережі тролейбуса, тому можливий рух лише був на лінії вулицею 50-річчя СРСР для сполучення з тролейбусним депо, тобто, до перехрестя вулиць Радянської та 50-річчя СРСР.
18 липня 2022 року відбулося завершенням 60-річної історії тролейбусного руху в окупованому Луганську. Саме цього дня тролейбуси востаннє вийшли на лінію, а вже наступного дня, 19 липня, розпочався демонтаж контактної мережі на лінії останнього маршруту № 58, що курсував від Центрального ринку до кварталу Гайового (фактично скорочена версія маршруту № 52). Це стало логічним завершенням процесу активного демонтажу тролейбусної контактної мережі, що набрав обертів від початку літа 2022 року, і який вочевидь не був пов'язаний з бойовими діями, оскільки фронт вже проходив доволі далеко від міста.
Загалом електротранспорт у Луганську з 2014 року мав стабільну тенденцію до занепаду і ліквідації — до прикладу, попри те, що трамвайна інфраструктура міста загалом не сильно постраждала під час бойових дій 2014—2015 років, повноцінну роботу трамваїв не поспішали відновлювати, а 2015 року взагалі зупинили з формального приводу нестачі електроенергії. Тролейбусний рух протримався довше, але скоріше не завдяки, а всупереч діям місцевої окупаційної адміністрації. Нормальним таке функціонування назвати важко — останніми роками на лінії зазвичай працювало сумарно близько 5 тролейбусів. На маршрути виходили тролейбуси останніх передвоєнних поставок — Богдан Т601.11 та епізодично ЮМЗ Т1Р, працездатність яких підтримувалась переважно за рахунок деталей з відставлених машин. Ще до початку російсько-української війни у 2014 році, система громадського транспорту міста перебувала в стагнації не перший рік, як і в багатьох інших містах України. Втім, майже всі українські міста з аналогічними проблемами змогли зламати негативні тенденції завдяки різним цільовим програмам, що з'явились після 2014 року.

## Маршрути
Станом на 2012 рік в Луганську налічувалось 5 регулярних тролейбусних маршрутів та 1 нерегулярний. У 2018 році діяли 3 тролейбусних маршрута № 51, 52 та 58.
Станом на серпень 2019 року у Луганську працює лише єдиний тролейбусний маршрут № 52.
З 11 липня 2022 року діяв лише тролейбусний маршрут № 58.
На початку липня в місті почали демонтаж контактної мережі єдиного маршруту № 52 (з поточного працював лише маршрут № 58 — половинка маршруту № 52, решта — демонтована).
| Перелік тролейбусних маршрутів в місті Луганськ | Перелік тролейбусних маршрутів в місті Луганськ | Перелік тролейбусних маршрутів в місті Луганськ | Перелік тролейбусних маршрутів в місті Луганськ | Перелік тролейбусних маршрутів в місті Луганськ                                                         |
| №                                               | Початковий пункт                                | Кінцевий пункт                                  | Довжина, км                                     | Примітки                                                                                                |
| ----------------------------------------------- | ----------------------------------------------- | ----------------------------------------------- | ----------------------------------------------- | --- |
| 51                                              | Автовокзал                                      | Квартал Південний                               | 11,91                                           | |
| 52                                              | Квартал 50-річчя Жовтня                         | Квартал Мирний                                  | 16,7                                            | Був найдовшим маршрутом міста                                                                           |
| 52А                                             | Автовокзал                                      | Квартал 50-річчя Жовтня                         |                                                 | Тимчасовий                                                                                              |
| 53                                              | Автовокзал                                      | Квартал 50-річчя Жовтня                         | 14                                              | |
| 54                                              | Квартал Комарова                                | Квартал Гайового                                | 23                                              | |
| 54А                                             | Автовокзал                                      | Квартал Комарова                                |                                                 | Тимчасовий                                                                                              |
| 55                                              | Автовокзал                                      | Квартал Комарова                                |                                                 | |
| 56                                              | Площа Героїв ВВВ                                | Квартал Мирний                                  |                                                 | Скорочена версія маршруту № 52                                                                          |
| 57                                              | Площа Героїв ВВВ                                | Експериментальна база (смт Ювілейне)            | 22                                              | |
| 58                                              | Центральний ринок                               | Квартал Гайового                                |                                                 | Скорочена версія маршруту № 52. Останній тролейбусний маршрут Луганська, закритий з 19 липня 2022 року. |
| 58                                              | Площа Героїв ВВВ                                | Квартал Мирний                                  | 8,68                                            | Курсував нерегулярно                                                                                    |

## Рухомий склад

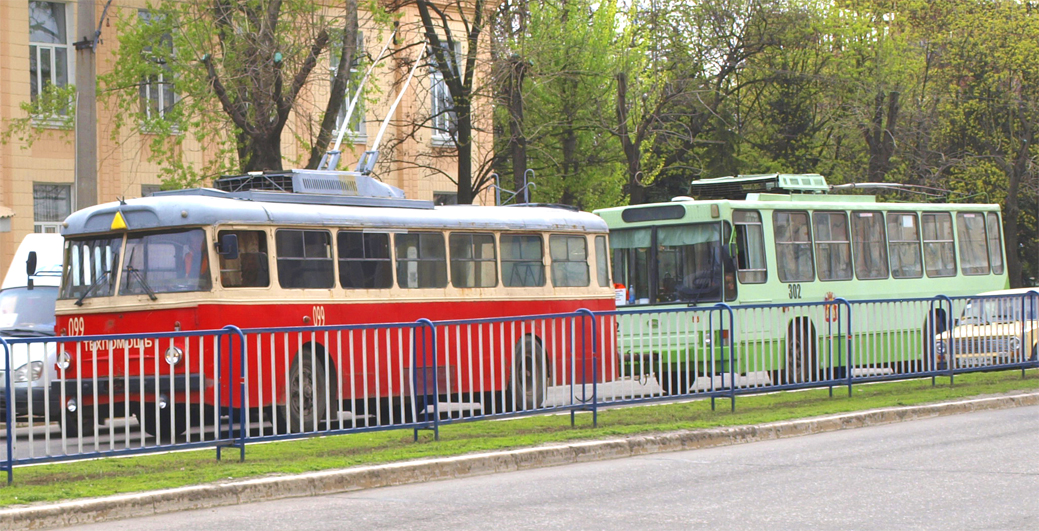
Тролейбус Škoda 9Tr (№ 099), який використовувався як «технічна допомога» в Луганську (2012 рік)

Раніше на маршрутах міста працювали такі типи рухомого складу:
- МТБ-82 (2 машини) у 1962-1969 роках.
- СВАРЗ-МТБЕС (5 машин) у 1962-1969 з Москви
- ЗіУ-5 (31 машина) у 1962-1976 роках.
- Київ-5 (К5-ЛА) (64 машини) в 1963-1970 з Києва.
- Київ-4 (26 машин) у 1968-1975 роках.
- Київ-6 (11 машин) у 1969-1976 роках.
- Škoda 9Tr (127 машин) у 1971-2008 роках.
- ЮМЗ-Т1Р (4 машини) у 1993-2022 роках.
- Богдан Т601.10 (14 машин) у 2009-2022 роках.

## Вартість проїзду
Для оплати проїзду в тролейбусах Луганська використовувався одноразовий квиток.
| Вартість, грн   | Період          | Період          |
| Вартість, грн   | з               | до              |
| --------------- | --------------- | --------------- |
| 0,50            |                 | 5 березня 2008  |
| 0,75            | 5 березня 2008  | 1 лютого 2009   |
| 1,00            | 1 лютого 2009   | 19 вересня 2011 |
| 1,25            | 19 вересня 2011 | ?               |
| 3,00            | 11 квітня 2015  | ?               |
| 8, 00 рос. руб. | 15 січня 2016   | —               |

Зразки разових проїзних квитків
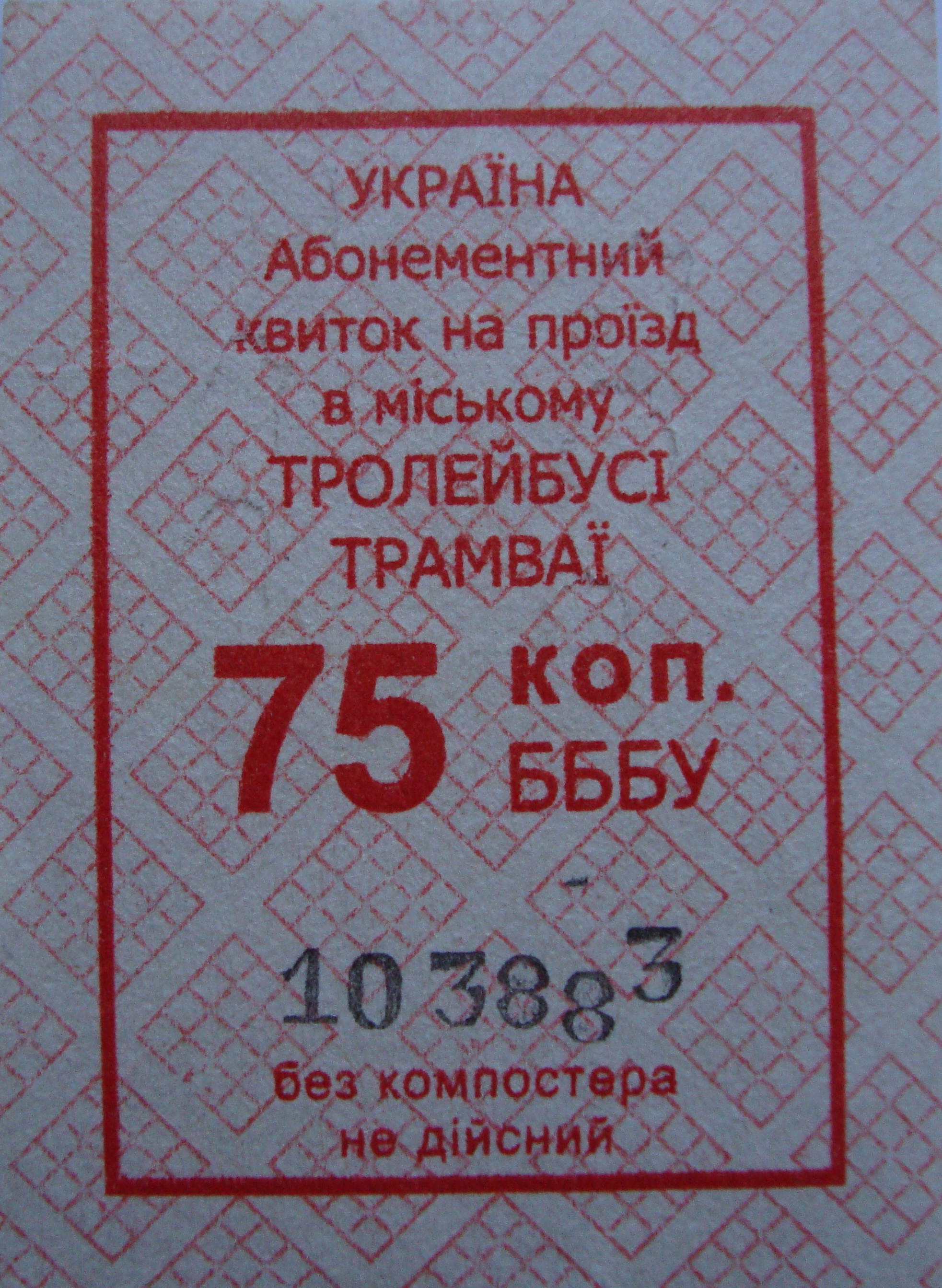
0,75 грн
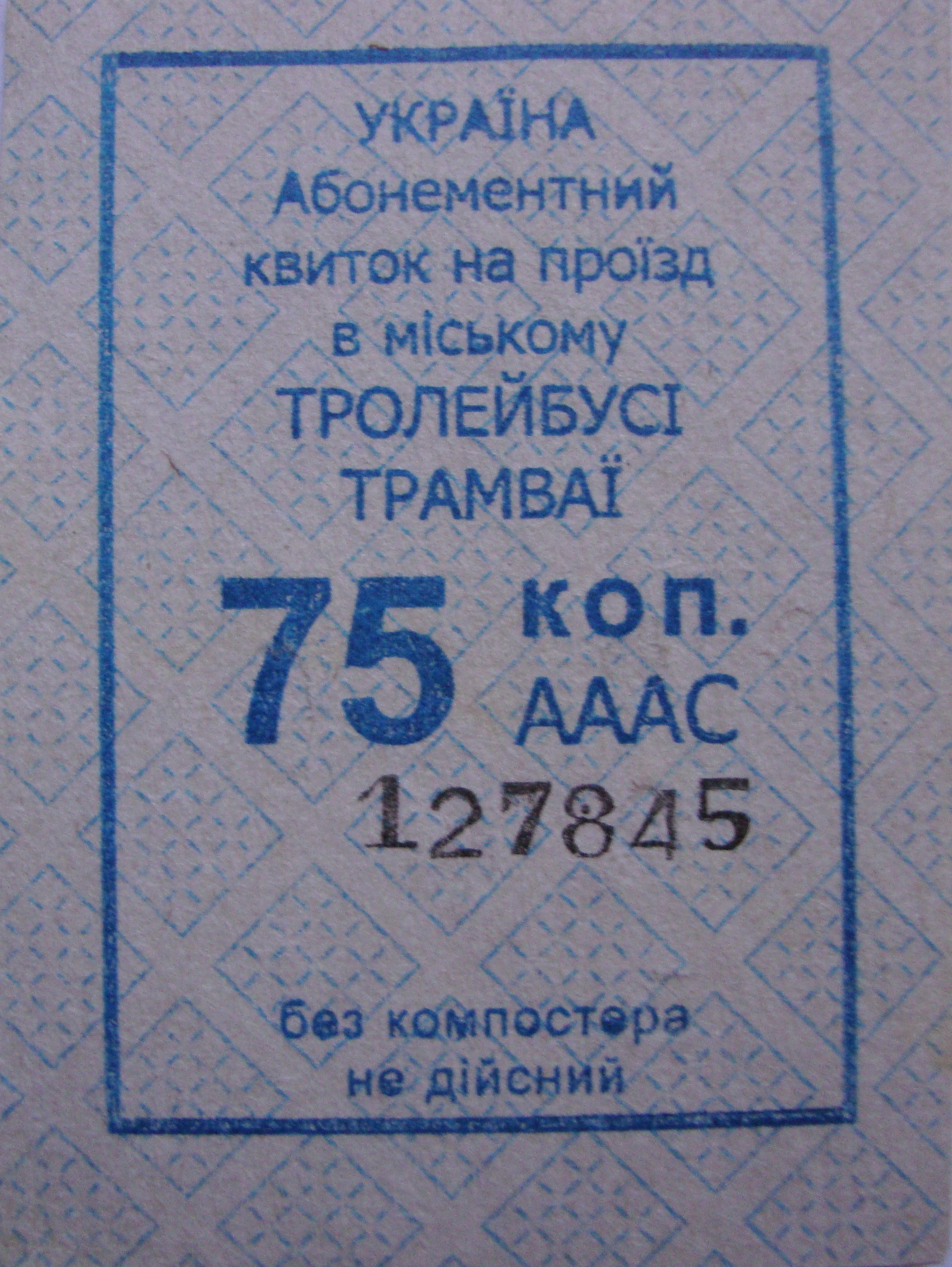
0,75 грн
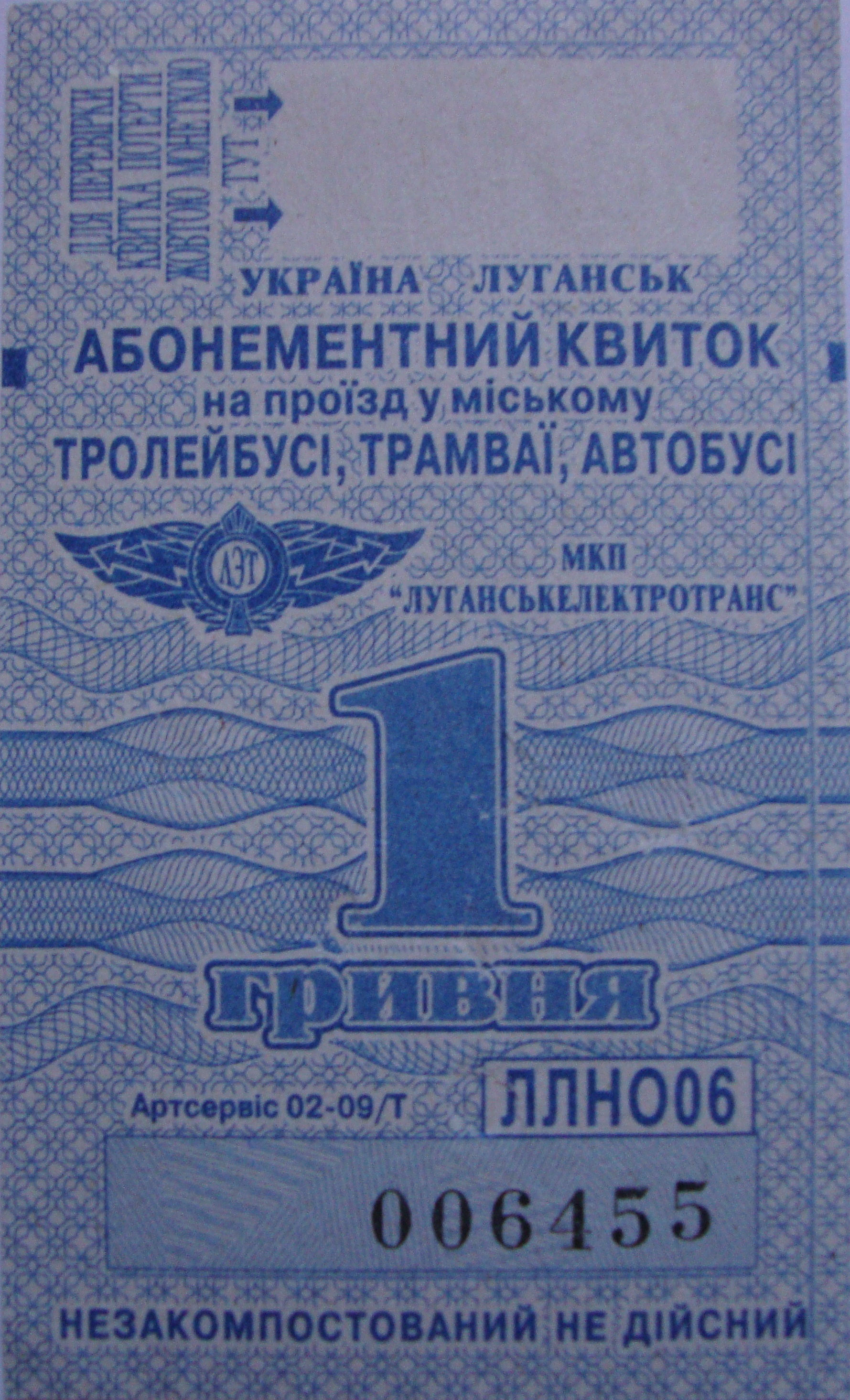
1,00 грн
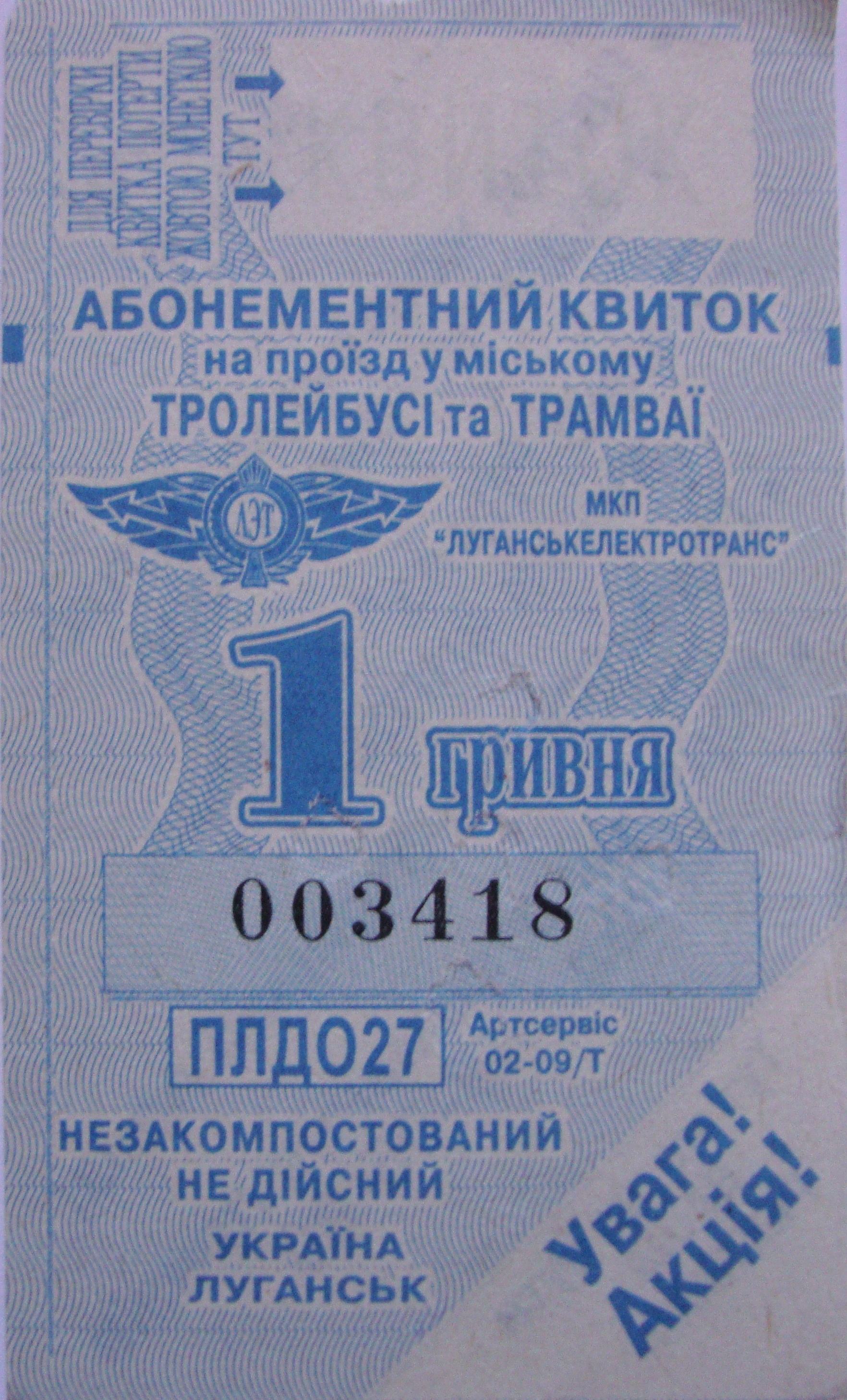
1,00 грн
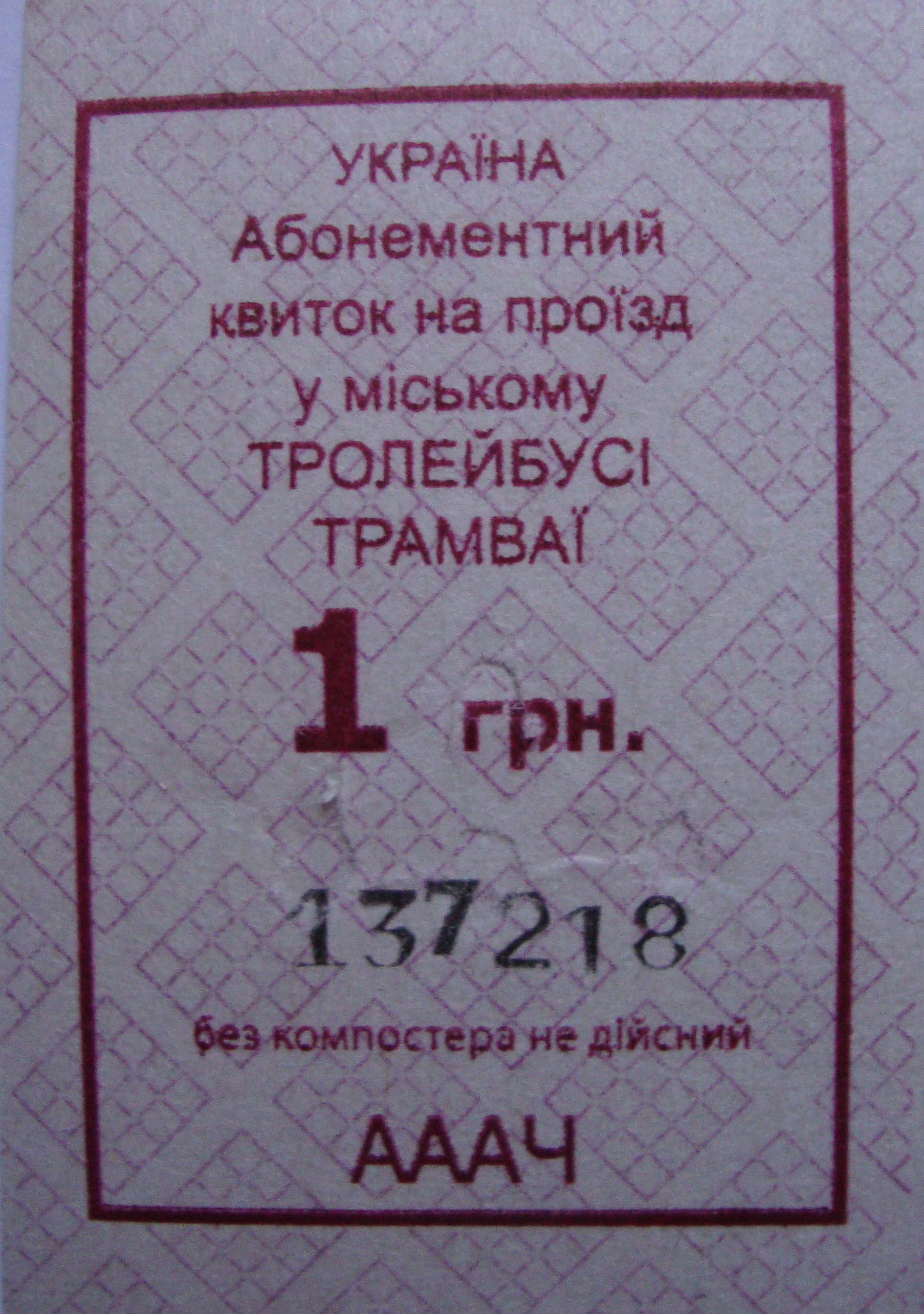
1,00 грн
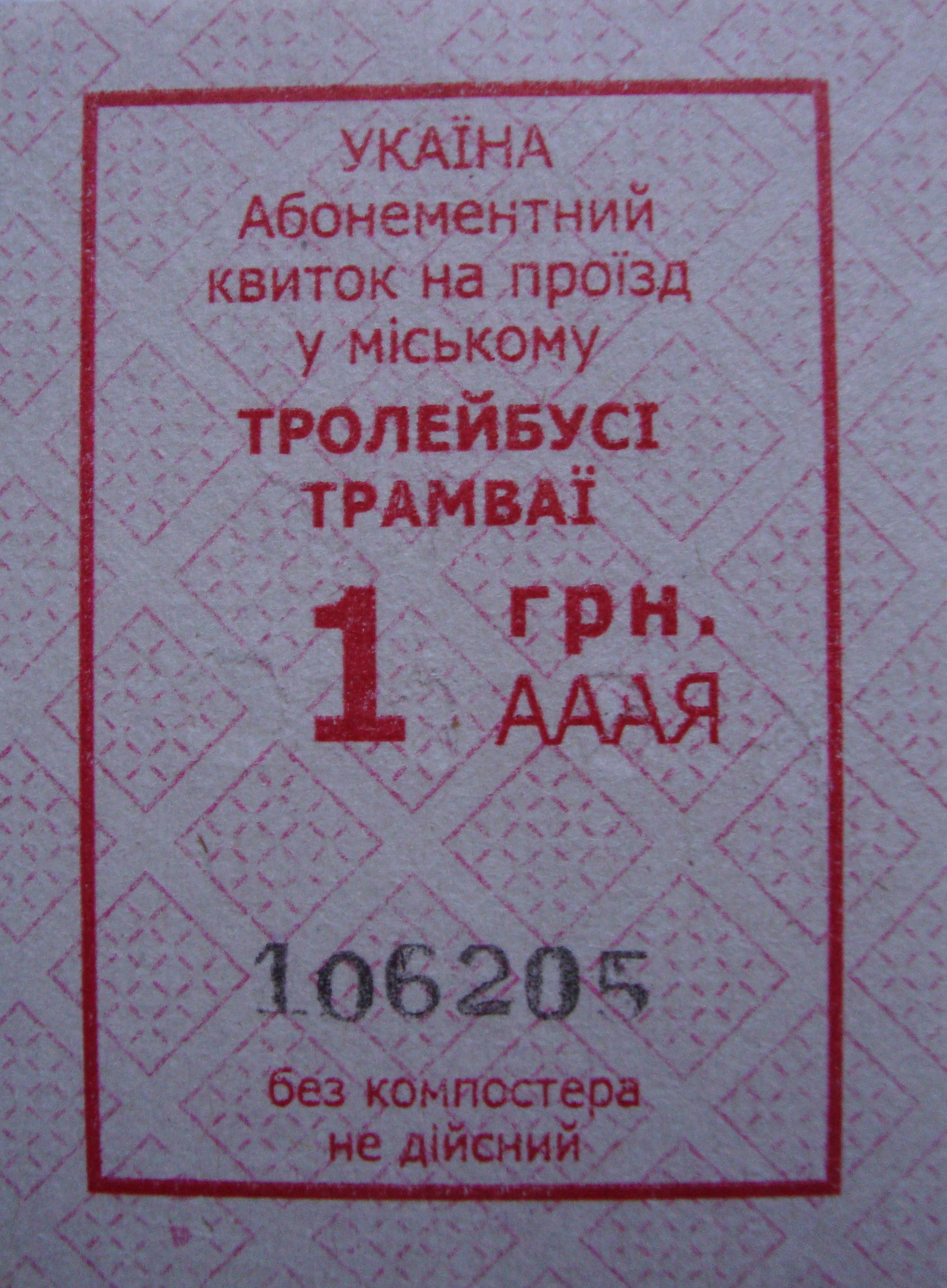
1,00 грн
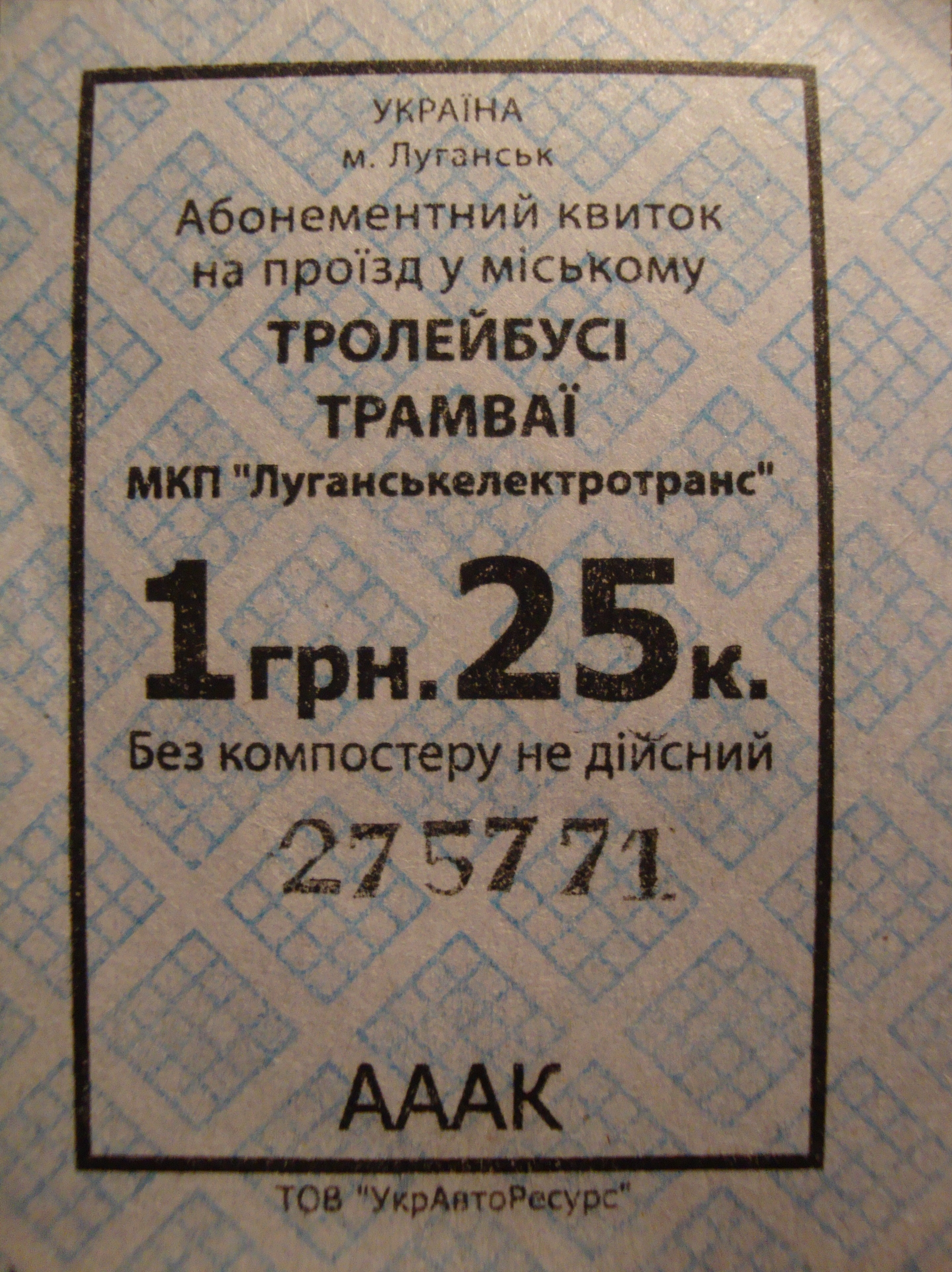
1,25 грн

## Галерея

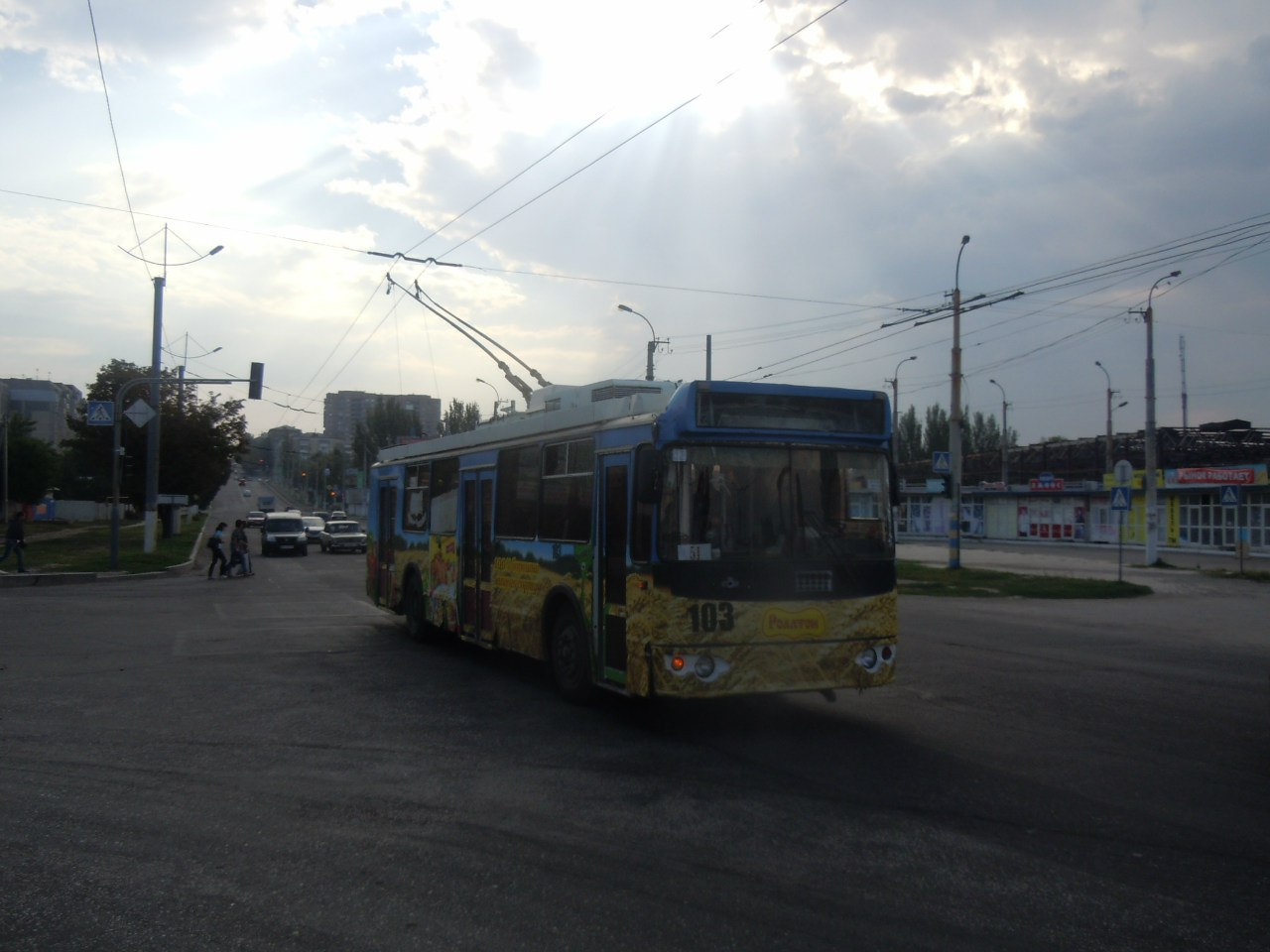
ЗіУ-682Г-016.02 на маршруті № 51 (2015)
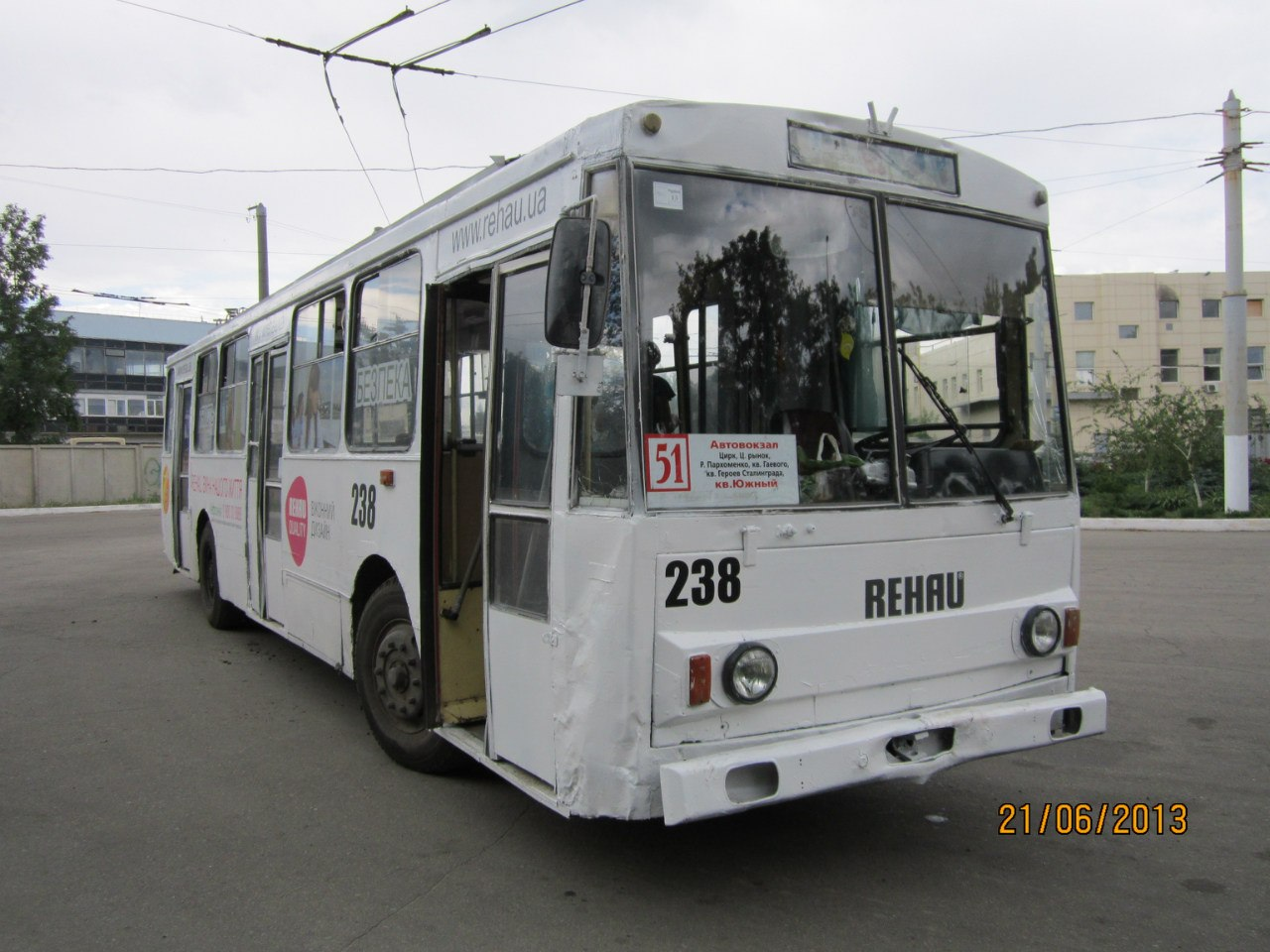
Škoda 14Tr на маршруті № 51
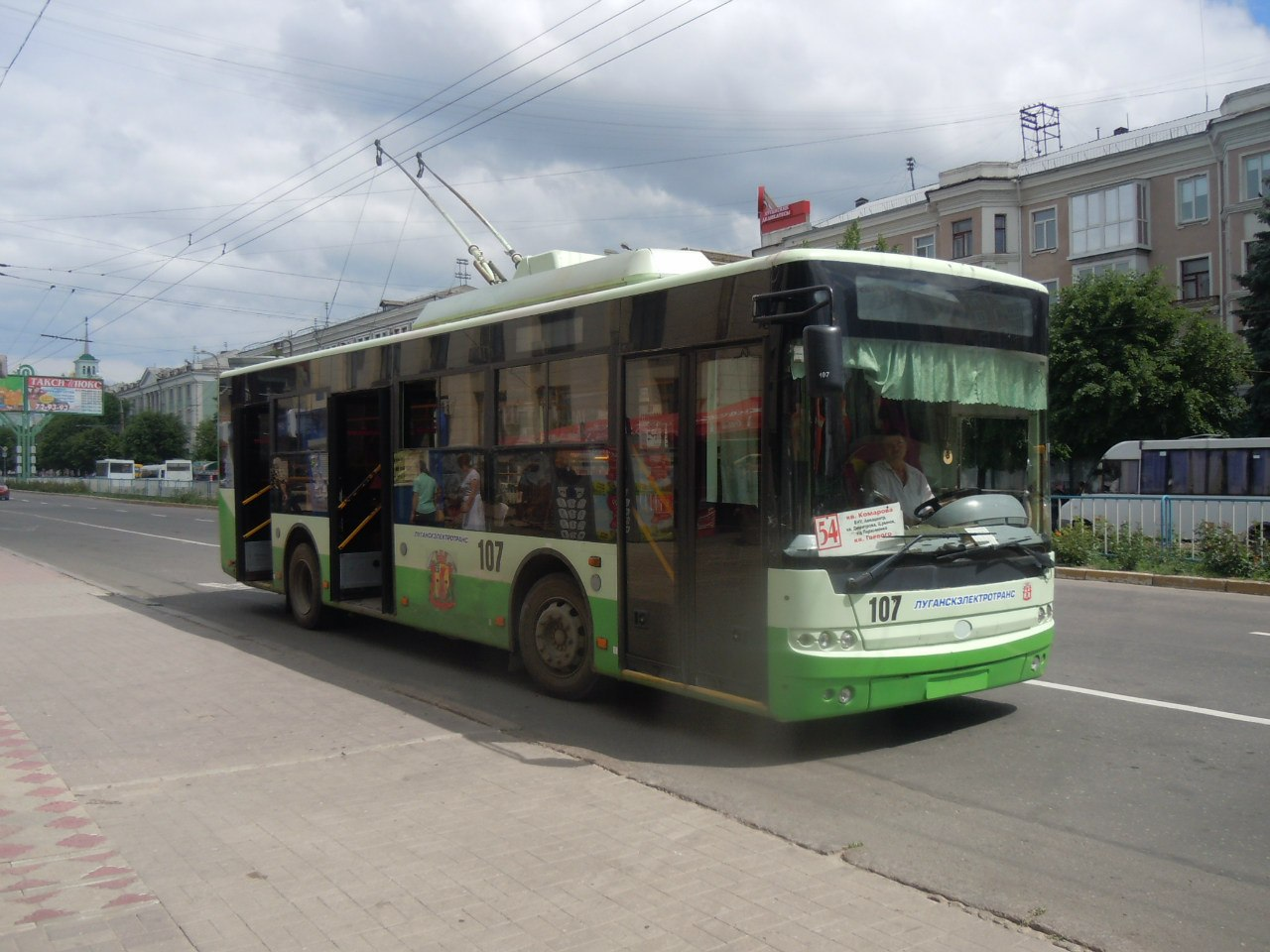
Богдан Т601 на маршруті № 54
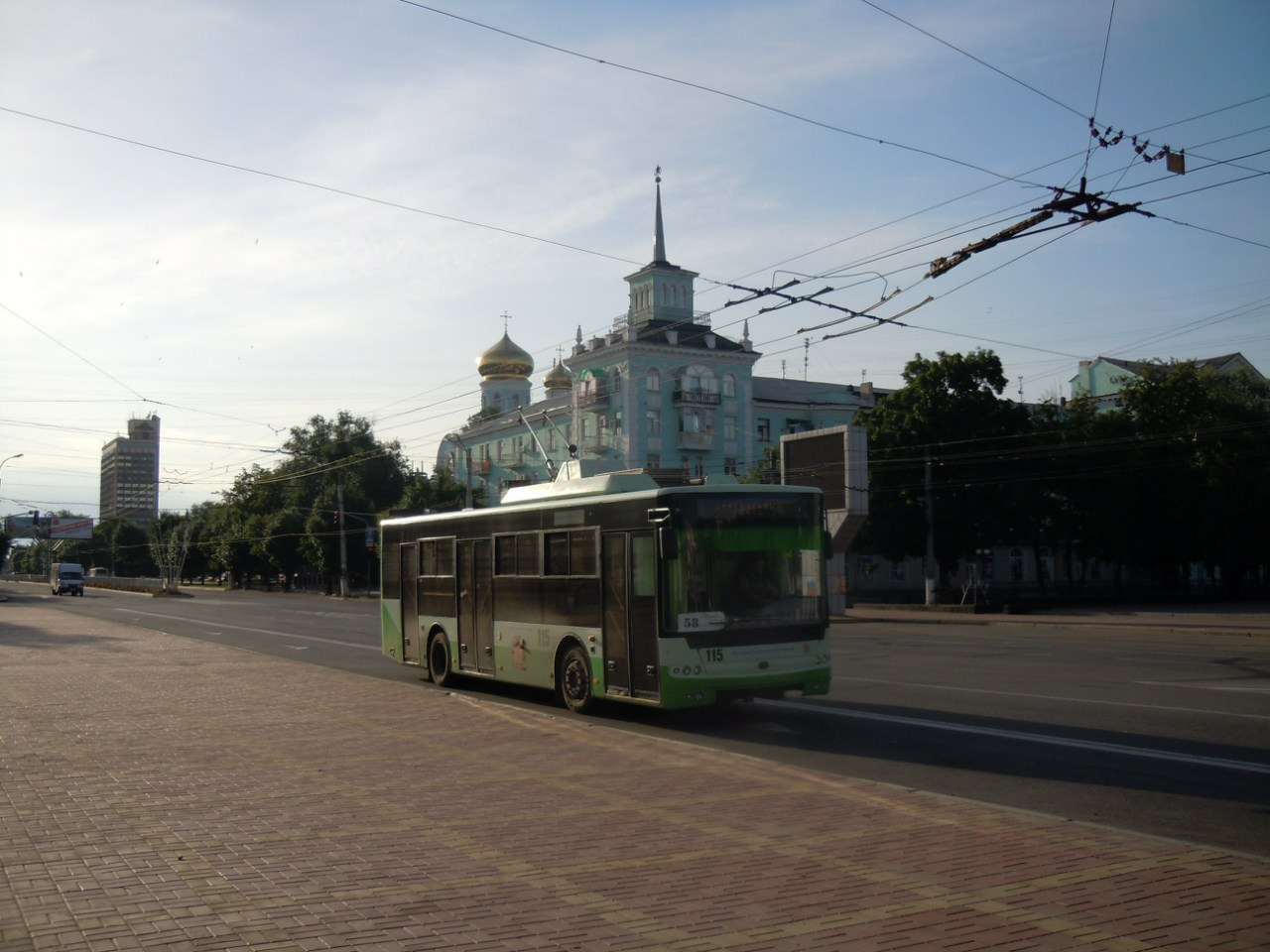
Богдан Т601 на маршруті № 58 (2014)
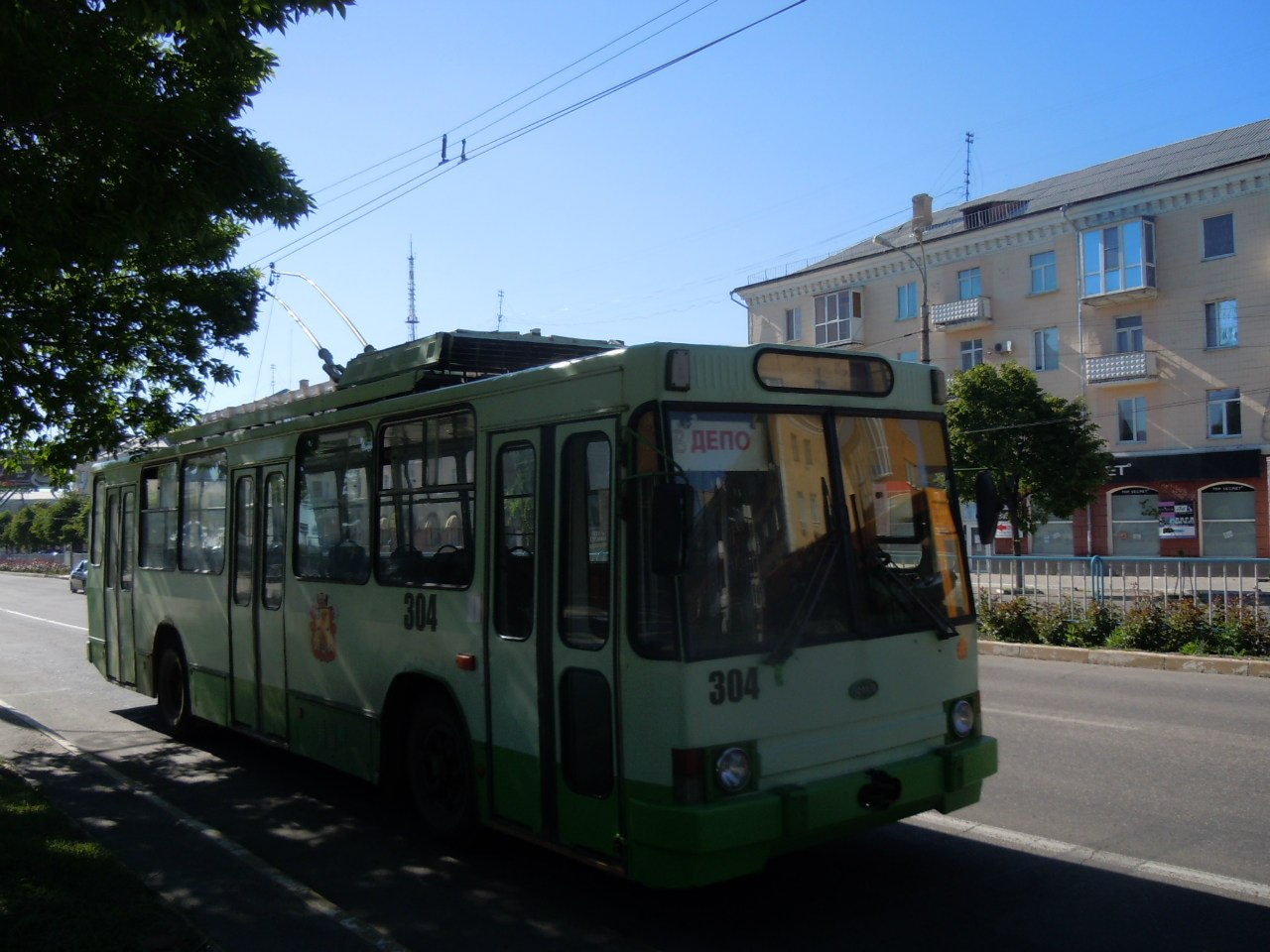
ЮМЗ Т1Р прямує в депо